# Corrupción de menores
La corrupción de menores es un delito tipificado en la legislación de varios países. Esta conducta antijurídica e imputable, es infraccional del Derecho penal.
Se entiende por corrupción de menores, la manipulación o abuso de personas con capacidad restringida por parte del autor del delito, quien hace participar a la víctima de forma prematura u obscena, en actividades de naturaleza sexual y delictiva que perjudican el desarrollo de su personalidad. Además todas las conductas derivadas o que tuvieran su origen en un acto de corrupción, pueden también ser punibles. Por ejemplo, al mismo tiempo que se condena la producción de pornografía infantil, se castiga la posesión de dicho material.